# Ватьёганское нефтяное месторождение
Ватьёганское месторождение — крупное нефтяное месторождение в России. Расположено в Ханты-Мансийском автономном округе, в 140 км к северо-востоку от города Сургут и в 30 км к востоку от Когалыма. Открыто в 1971 году. Получило название по реке Ватьёган. Освоение началось в 1983 году.
Запасы нефти 1,3 млрд тонн. Плотность нефти составляет 0,850 г/см3 или 34° API. Содержание серы составляет 0,83 %.
Месторождение относится к Западно-Сибирской провинции.
Оператором месторождения является российская нефтяная компания Лукойл. Добыча нефти на месторождении в 2007 г. — составила 8,086 млн тонн.